# 拱桥镇
拱桥镇，是中华人民共和国福建省龙岩市漳平市下辖的一个乡镇级行政单位。

## 行政区划
拱桥镇下辖以下地区：
上界村、罗山村、下界村、拱桥村、岩高村、高山村、隔顶村和梧地村。